# Preciositet

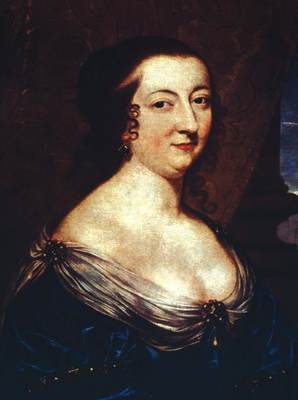
Catherine de Vivonne, markisinnan de Rambouillet i vars salong Chambre bleue preciositeten uppstod.

Preciositet (franska: préciosité, utsökt, dyrbart) var en litterär stil och idérörelse på 1600-talet som uppstod i Catherine de Vivonne, markisinnan de Rambouillets litterära salonger i Paris; dess medlemmar kallades preciositeten, les précieuses. De blev framför allt kända för sina herderomaner, en föregångare till den moderna kärleksromanen, och sina långa berättelser. Salongen hölls mellan åren 1607 och 1665.
Preciositeten samlades i markisinnans Chambre bleue för att fördriva tiden och som flykt från verkligheten av politiska intriger och instabilitet under Ludvig XIII av Frankrike. Markisinnans residens, där salongen hölls, kallas Hôtel de Rambouillet.
En av dess mest framstående personer, Madeleine de Scudéry, skrev långa kärleksromaner som fick flera kvinnliga beundrare men häcklades av männen. Hennes romaner var uttryck för de diskussioner om kärlekens väsen som fördes i Chambre bleue; medlemmarna var starkt påverkade av hur kärleken framställdes i medeltidens riddarromaner och av nyplatonismen. Honoré d'Urfés herderoman L'Astrée (1624) var en annan central källa till idéer. Även Madame d'Aulnoys sagor är en del av rörelsen. Sagorna hade liksom kärleksberättelserna syftet att studera och sprida rörelsens idéer om kvinnans roll i samhället. Preciositeten är en av de äldsta feministiska rörelserna, och på grund av de blå strumpor som var på modet i salongen kom de att kallas blåstrumporna, bas-bleus, en metonymi som användes om feminister på engelska och franska i många hundra år därefter. Bland de mest radikala tankar som framlades i salongerna var att äktenskapet skulle tidsbegränsas och att männen skulle sköta barnen från ett års ålder. Deras kärleksromaner var inte ämnade som underhållning, utan med dessa ville de visa att kvinnan, för att kunna vara fri, måste avhålla sig från att följa sina sexuella passioner.

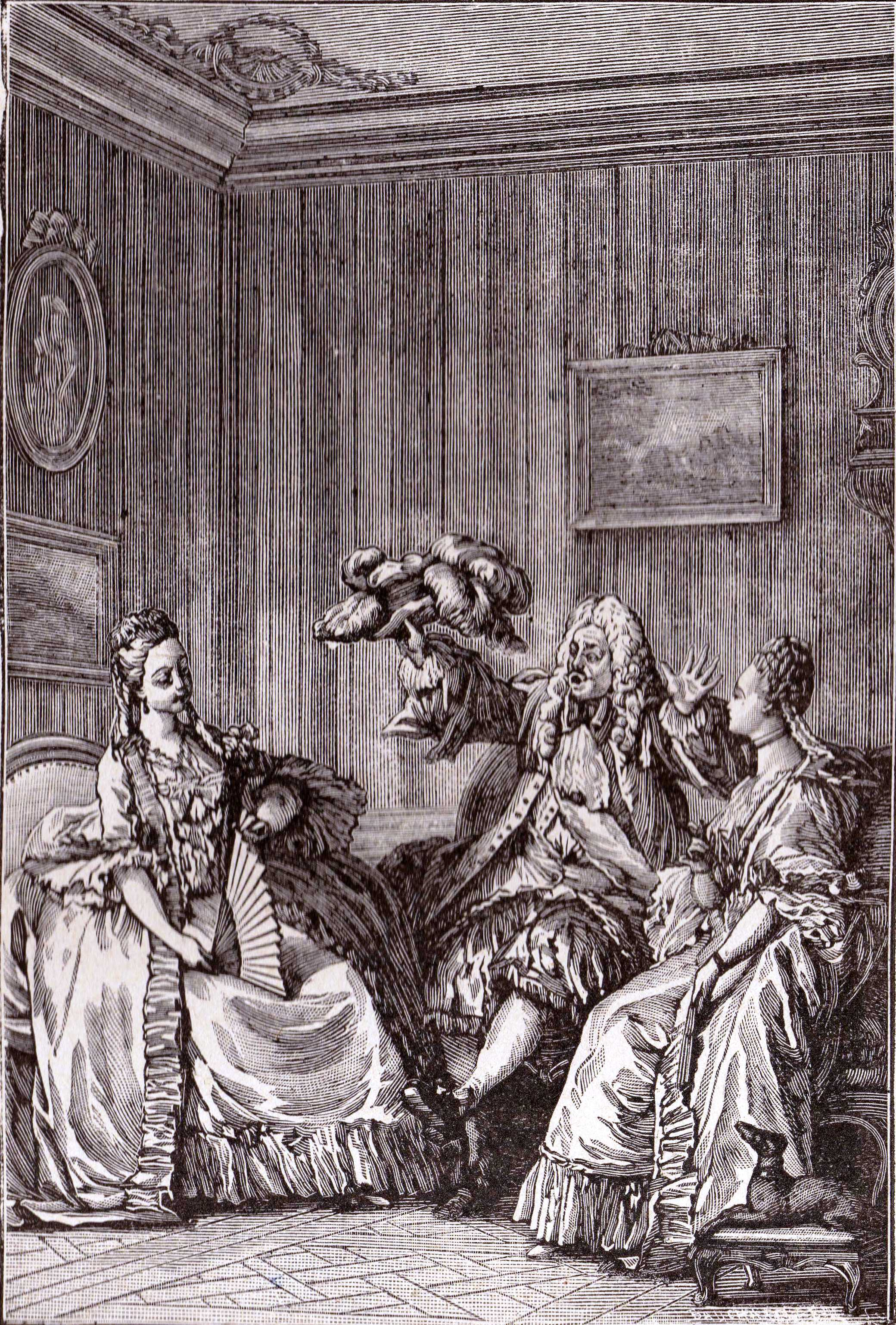
Illustration av Jean-Michel Moreau, till Molières Les Précieuses ridicules, scen 9.

Preciositetens betydelse för feminismens historia är sällan omtalad. De har oftare i stället förknippats med skapandet av den borgerliga identiteten i Europa. Deras intressesfär inbegrep språknormer och uppförandekoder, vilka genom deras alsters enorma popularitet, spreds till borgerskapet som efterhärmade dessa aristokratiska celebriteter. Dit hör bruket av eufemismer för ord och fenomen som de fann låga och onämnbara, författandet av tillfällighetspoesi till födelsedagar, dödsfall och bemärkelsedagar, etikettsregler för hur män och kvinnor skulle umgås, neologismer, med mera. Preciositeten var uttalat elitistisk, och tog bestämt avstånd från allt lågt och obildat, genom att med raffinerade uttryck upprätta oöverstigliga hinder mellan sig och plebejerna. I och med att deras alster översattes till andra språk, bildades sålunda det borgerliga runt om i Europa, på preciositetens grund. Som litterär stil blev preciös därmed ett internationellt begrepp. Allt medan tidens smak ändrades kom detta ord att stå för det överdrivet graciösa, svulstiga, tillgjorda, förljugna, koketterande, och onaturliga. Deras verk läses praktiskt taget aldrig numera, ens av litteraturhistoriker, eftersom de är ofantligt långa; de Scudéry har skrivit en av världshistoriens längsta romaner (10 band), men skrev därtill flera andra romaner som var nästan lika långa. Alstren har också kritiserats för mångordighet och brist på pregnans.
Fastän preciositeten förknippats med det äkta franska, hade den sitt nationella ursprung i framför allt Italien varifrån Catherine de Vivonne, markisinnan de Rambouillet var bördig, och varifrån flera diktare kom som imiterades av preciositeten, däribland Giambattista Marini. Den spanske Luís de Góngora y Argote må också nämnas i sammanhanget. 
Benämningen "preciositet" användes aldrig av kvinnorna själva som självbeteckning, och därför saknar den en fast definition. Kännetecknande för de berättelser och dikter som kvinnorna skrev, var att de ofta utspelades i herdemiljöer, så kallade pastoraler eller bukoler, och huvudpersonerna är därför ofta herdar eller herdinnor, men karaktärerna gavs nobla och höga egenskaper. Detta var ett klassicistiskt tema eftersom det anknöt till Arkadien och Virgilius Bucolica. Allegorin var fortfarande utbredd, och brukades bland annat för att symboliskt beskriva kärleken, såsom i de Scudérys Clélie (1654). Den realistiska romanen hade ännu inte skapats, och för samtida skildringar användes klassiska motiv som nyckelromaner.
Med Molières Les précieuses ridicules (1659) cementerades en pejorativ betydelse av preciocitet, att betyda tillgjord och överdrivet känslosam. Han häcklade också de kvinnor som kom till Paris från landet, och trodde att de platsade i de litterära salongerna för att de läst Madeleine de Scudérys romaner. Sedermera fick gruppen les précieuses upprättelse genom att Louis Roederer i Mémoires pour servir à l'histoire de la société polie en France (1838) erkände att salongen hade betydelse för framväxten av den franska klassicismen inom skönlitteraturen. Preciositeten själva kom däremot att dö bort, bland annat till följd av Boileaus kritik. Dess förkärlek för verbala utsvävningar och strukturell komplexitet blev omodern och fick ge vika för en strävan efter enhet, enkelhet och det mindre formatet i den franskklassicistiska stilen.
Bland de personer som brukar kallas för les précieuses nämns: Madeleine de Scudéry, Madame de La Fayette, Henriette de Coligny de La Suze, Antoinette Des Houlières, Françoise de Motteville, Marie de Nemours, Catherine de Rambouillet, Julie d'Angennes, Anne-Geneviève de Bourbon-Condé, Élisabeth-Angélique de Montmorency-Bouteville, Madame de Maintenon, Marie de Sévigné, Madeleine de Souvré, Antoinette de Saliès, Charlotte Saumaise de Chazan, och Françoise Pascal.

## Personer som var stamgäster i Hôtel de Rambouillet
- Madame de Sévigné
- Madame de La Fayette
- Mademoiselle de Scudéry
- hertiginnan de Longueville
- hertiginnan de Montpensier
- Jean Louis Guez de Balzac
- Bossuet
- Jean Chapelain
- Corneille
- François de Malherbe
- Racan
- Richelieu
- François de La Rochefoucauld
- Paul Scarron
- Claude Favre de Vaugelas
- Vincent Voiture

### Övriga källor
Den här artikeln är helt eller delvis baserad på material från Nordisk familjebok, Précieuses, 1904–1926.
- Litteraturens historia i världen, Olsson och Algulin, Stockholm 1992, s. 211 ff
- Litteraturhandboken, red. Dahlström, Stockholm 1984, s. 106 f